# Koothali
Koothali es una ciudad censal situada en el distrito de Kozhikode en el estado de Kerala (India). Su población es de 11389 habitantes (2011). Se encuentra a 38 km de Kozhikode.

## Demografía
Según el censo de 2011 la población de Koothali era de 11389 habitantes, de los cuales 5525 eran hombres y 5864 eran mujeres. Koothali tiene una tasa media de alfabetización del 92,66%, inferior a la media estatal del 94%: la alfabetización masculina es del 96,16%, y la alfabetización femenina del 89,39%.